# Giải đua ô tô Công thức 1 Malaysia 2012
Giải đua ô tô Công thức 1 Malaysia 2012 (tên chính thức là 2012 Formula 1 Petronas Malaysia Grand Prix) được tổ chức tại trường đua Sepang International ở Sepang vào ngày 25 tháng 3 và là chặng đua thứ hai của giải đua xe Công thức 1 2012.

## Bối cảnh
Sau giải đua ô tô Công thức 1 Úc, Jenson Button dẫn đầu bảng xếp hạng các tay đua, hơn Sebastian Vettel 7 điểm và hơn Lewis Hamilton 10 điểm. McLaren-Mercedes dẫn đầu bảng xếp hạng các nhà đội đua, hơn Red Bull-Renault 10 điểm và hơn Sauber-Ferrari 28 điểm.

## Tường thuật

### Buổi tập
Trong buổi tập đầu tiên, Hamilton lập thời gian nhanh nhất trước Vettel và Nico Rosberg. Trong buổi tập này, Valtteri Bottas đã tiếp quản chỗ đua của Bruno Senna ở Williams và đây là lần đầu tiên Bottas tham gia buổi tập Công thức 1. Trong buổi tập thứ hai, Hamilton lập thời gian nhanh nhất trước Michael Schumacher và Button. Trong buổi tập thứ ba, Rosberg lập thời gian nhanh nhất trước Vettel và Mark Webber.

### Vòng phân hạng
Trong phần đầu tiên của vòng phân hạng, Webber lập thời gian nhanh nhất trước Schumacher và Button. Các cặp tay đua của HRT, Marussia và Caterham cũng như Jean-Éric Vergne không thể lọt vào phần thứ hai của vòng phân hạng. Trong phần thứ hai của vòng phân hạng, Räikkönen đứng trước Webber và Button với thời gian nhanh nhất. Các cặp tay đua của Force India và Williams cũng như Kamui Kobayashi, Daniel Ricciardo và Felipe Massa đều bị loại. Trong phần cuối cùng, Hamilton giành vị trí pole trước đồng đội Button và Schumacher với thời gian nhanh nhất.

### Cuộc đua chính
Trước khi bắt đầu cuộc đua, trời bắt đầu mưa. Vì ban đầu mưa không lớn nên tất cả các tay đua ngoại trừ cặp tay đua của HRT đều bắt đầu sử dụng lốp intermediate.
Hamilton giữ vị trí dẫn đầu ngay sau khi xuất phát. Tại vòng cua thứ tư, Schumacher và Romain Grosjean va chạm với nhau và cả hai đều xoay xe và bị tụt xuống vài vị trí. Cuộc đua của Grosjean cuối cùng kết thúc ở vòng 4 khi chiếc xe của anh bị mắc kẹt trong sỏi.
Ngay từ vòng đầu tiên, một số tay đua đã bắt đầu chuyển sang lốp full wet. Mưa càng lúc càng nặng hạt và một cơn giông quét qua đường đua. Ở vòng 7, ban kiểm soát cuộc đua đưa chiếc xe an toàn vào đường đua để bảo đảm an toàn. Sau khi thời tiết không có dấu hiệu cải thiện và dự báo thời gian mưa kéo dài hơn, ban tổ chức cuộc đua quyết định dừng cuộc đua ở vòng 9. Tại thời điểm đó, Hamilton đang dẫn đầu trước Button và Sergio Pérez, người đã chuyển sang sử dụng lốp full wet ở vòng đầu tiên. Webber, Alonso, Vettel, Vergne, Massa, Rosberg và Narain Karthikeyan hiện đang ở vị trí top 10. Vergne và Karthikeyan là những tay đua duy nhất chưa đổi lốp.

## Kết quả

### Vòng phân hạng
| Vị trí                   | Số xe | Tay đua            | Đội đua              | Q1       | Q2       | Q3       | Vị trí xuất phát |
| ------------------------ | ----- | ------------------ | -------------------- | -------- | -------- | -------- | ---------------- |
| 1                        | 4     | Lewis Hamilton     | McLaren-Mercedes     | 1:37.813 | 1:37.106 | 1:36.219 | 1                |
| 2                        | 3     | Jenson Button      | McLaren-Mercedes     | 1:37.575 | 1:36.928 | 1:36.368 | 2                |
| 3                        | 7     | Michael Schumacher | Mercedes             | 1:37.517 | 1:37.017 | 1:36.391 | 3                |
| 4                        | 2     | Mark Webber        | Red Bull-Renault     | 1:37.172 | 1:37.375 | 1:36.461 | 4                |
| 5                        | 9     | Kimi Räikkönen     | Lotus-Renault        | 1:37.961 | 1:36.715 | 1:36.461 | 101              |
| 6                        | 1     | Sebastian Vettel   | Red Bull-Renault     | 1:38.102 | 1:37.419 | 1:36.634 | 5                |
| 7                        | 10    | Romain Grosjean    | Lotus-Renault        | 1:38.058 | 1:37.338 | 1:36.658 | 6                |
| 8                        | 8     | Nico Rosberg       | Mercedes             | 1:37.696 | 1:36.996 | 1:36.664 | 7                |
| 9                        | 5     | Fernando Alonso    | Ferrari              | 1:38.151 | 1:37.379 | 1:37.566 | 8                |
| 10                       | 15    | Sergio Pérez       | Sauber-Ferrari       | 1:37.933 | 1:37.477 | 1:37.698 | 9                |
| 11                       | 18    | Pastor Maldonado   | Williams-Renault     | 1:37.789 | 1:37.589 |          | 11               |
| 12                       | 6     | Felipe Massa       | Ferrari              | 1:38.381 | 1:37.731 |          | 12               |
| 13                       | 19    | Bruno Senna        | Williams-Renault     | 1:38.437 | 1:37.841 |          | 13               |
| 14                       | 11    | Paul di Resta      | Force India-Mercedes | 1:38.325 | 1:37.877 |          | 14               |
| 15                       | 16    | Daniel Ricciardo   | Toro Rosso-Ferrari   | 1:38.419 | 1:37.883 |          | 15               |
| 16                       | 12    | Nico Hülkenberg    | Force India-Mercedes | 1:38.303 | 1:37.890 |          | 16               |
| 17                       | 14    | Kamui Kobayashi    | Sauber-Ferrari       | 1:38.372 | 1:38.069 |          | 17               |
| 18                       | 17    | Jean-Éric Vergne   | Toro Rosso-Ferrari   | 1:39.077 |          |          | 18               |
| 19                       | 20    | Heikki Kovalainen  | Caterham-Renault     | 1:39.306 |          |          | 242              |
| 20                       | 21    | Vitaly Petrov      | Caterham-Renault     | 1:39.567 |          |          | 19               |
| 21                       | 24    | Timo Glock         | Marussia-Cosworth    | 1:40.903 |          |          | 20               |
| 22                       | 25    | Charles Pic        | Marussia-Cosworth    | 1:41.250 |          |          | 21               |
| 23                       | 22    | Pedro de la Rosa   | HRT-Cosworth         | 1:42.914 |          |          | 22               |
| 24                       | 23    | Narain Karthikeyan | HRT-Cosworth         | 1:43.655 |          |          | 23               |
| Thời gian 107%: 1:43.974 |       |                    |                      |          |          |          |                  |

Chú thích:

^1  — Kimi Räikkönen bị tụt năm bậc vì thay đổi hộp số sau buổi tập thứ hai.
^2  — Heikki Kovalainen bị tụt năm bậc vì vượt xe đua khác đang khởi động lại trước khi vượt qua vạch dành cho ô tô an toàn tại giải đua ô tô Công thức 1 Úc.

### Cuộc đua chính
| Vị trí  | Số xe | Tay đua            | Đội đua              | Số vòng | Thời gian/ Bỏ cuộc | Vị trí xuất phát | Số điểm |
| ------- | ----- | ------------------ | -------------------- | ------- | ------------------ | ---------------- | ------- |
| 1       | 5     | Fernando Alonso    | Ferrari              | 56      | 2:44:51.812        | 8                | 25      |
| 2       | 15    | Sergio Pérez       | Sauber-Ferrari       | 56      | +2.263             | 9                | 18      |
| 3       | 4     | Lewis Hamilton     | McLaren-Mercedes     | 56      | +14.591            | 1                | 15      |
| 4       | 2     | Mark Webber        | Red Bull-Renault     | 56      | +17.688            | 4                | 12      |
| 5       | 9     | Kimi Räikkönen     | Lotus-Renault        | 56      | +29.456            | 10               | 10      |
| 6       | 19    | Bruno Senna        | Williams-Renault     | 56      | +37.667            | 13               | 8       |
| 7       | 11    | Paul di Resta      | Force India-Mercedes | 56      | +44.412            | 14               | 6       |
| 8       | 17    | Jean-Éric Vergne   | Toro Rosso-Ferrari   | 56      | +46.985            | 18               | 4       |
| 9       | 12    | Nico Hülkenberg    | Force India-Mercedes | 56      | +47.892            | 16               | 2       |
| 10      | 7     | Michael Schumacher | Mercedes             | 56      | +49.996            | 3                | 1       |
| 11      | 1     | Sebastian Vettel   | Red Bull-Renault     | 56      | +1:15.527          | 5                |         |
| 12      | 16    | Daniel Ricciardo   | Toro Rosso-Ferrari   | 56      | +1:16.828          | 15               |         |
| 13      | 8     | Nico Rosberg       | Mercedes             | 56      | +1:18.593          | 7                |         |
| 14      | 3     | Jenson Button      | McLaren-Mercedes     | 56      | +1:19.719          | 2                |         |
| 15      | 6     | Felipe Massa       | Ferrari              | 56      | +1:37.319          | 12               |         |
| 16      | 21    | Vitaly Petrov      | Caterham-Renault     | 55      | +1 vòng            | 19               |         |
| 17      | 24    | Timo Glock         | Marussia-Cosworth    | 55      | +1 vòng            | 20               |         |
| 18      | 20    | Heikki Kovalainen  | Caterham-Renault     | 55      | +1 vòng            | 24               |         |
| 19      | 18    | Pastor Maldonado   | Williams-Renault     | 54      | Động cơ            | 11               |         |
| 20      | 25    | Charles Pic        | Marussia-Cosworth    | 54      | +2 vòng            | 21               |         |
| 21      | 22    | Pedro de la Rosa   | HRT-Cosworth         | 54      | +2 vòng            | 22               |         |
| 221     | 23    | Narain Karthikeyan | HRT-Cosworth         | 54      | +2 vòng            | 23               |         |
| Bỏ cuộc | 14    | Kamui Kobayashi    | Sauber-Ferrari       | 46      | Phanh              | 17               |         |
| Bỏ cuộc | 10    | Romain Grosjean    | Lotus-Renault        | 3       | Quay xe            | 6                |         |

Chú thích:
1. ^1  – Karthikeyan về đích thứ 21 nhưng bị phạt 20 giây sau cuộc đua vì gây cú va chạm với Sebastian Vettel.[7]

## Bảng xếp hạng sau cuộc đua

### Bảng xếp hạng các tay đua
| Vị trí | Tay đua          | Đội đua              | Số điểm | Thay đổi vị trí |
| ------ | ---------------- | -------------------- | ------- | --------------- |
| 01     | Fernando Alonso  | Ferrari              | 35      | 4               |
| 02     | Lewis Hamilton   | McLaren-Mercedes     | 30      | 1               |
| 03     | Jenson Button    | McLaren-Mercedes     | 25      | 2               |
| 04     | Mark Webber      | Red Bull-Renault     | 24      | +/-0            |
| 05     | Sergio Pérez     | Sauber-Ferrari       | 22      | 3               |
| 06     | Sebastian Vettel | Red Bull-Renault     | 18      | 4               |
| 07     | Kimi Räikkönen   | Lotus-Renault        | 16      | +/-0            |
| 08     | Bruno Senna      | Williams-Renault     | 8       | 8               |
| 09     | Kamui Kobayashi  | Sauber-Ferrari       | 8       | 3               |
| 10     | Paul di Resta    | Force India-Mercedes | 7       | +/-0            |

- Lưu ý: Chỉ có mười vị trí đứng đầu được liệt kê trong bảng xếp hạng này.

### Bảng xếp hạng các đội đua
| Vị trí | Đội đua                 | Số điểm | Thay đổi vị trí |
| ------ | ----------------------- | ------- | --------------- |
| 01     | McLaren-Mercedes        | 55      | +/-0            |
| 02     | Red Bull Racing-Renault | 42      | +/-0            |
| 03     | Ferrari                 | 35      | 1               |
| 04     | Sauber-Ferrari          | 30      | 1               |
| 05     | Lotus F1 Team           | 16      | +/-0            |
| 06     | Force India-Mercedes    | 9       | 1               |
| 07     | Williams-Renault        | 8       | 2               |
| 08     | Toro Rosso-Ferrari      | 6       | 2               |
| 09     | Mercedes                | 1       | 1               |
| 10     | Marussia-Cosworth       | 0       | +/-0            |
| 11     | Caterham-Renault        | 0       | +/-0            |
| 12     | HRT-Cosworth            | 0       |                 |